# Chaher Zarour
Chaher Zarour (Montreuil-sous-Bois, 14 maart 1983) is een Franse voetballer die sinds september 2009 voor de Franse eersteklasser Dijon FCO uitkomt. Eerder speelde hij voor Paris FC en AS Cannes.